# Regionalna Dyrekcja Lasów Państwowych w Łodzi
Regionalna Dyrekcja Lasów Państwowych w Łodzi – jedna z 17 Regionalnych Dyrekcji Lasów Państwowych w Polsce. 

## Położenie
RDPL w Łodzi działa głównie w województwie łódzkim oraz w niewielkich częściach w województwach: mazowieckim, świętokrzyskim, kujawsko-pomorskim oraz śląskim i opolskim. W sumie na terenie 212 gmin z 35 powiatów. 
Teren znajduje się na obszarze trzech krain przyrodniczo-leśnych: południowo-wschodniej części III Krainy Wielkopolsko-Pomorskiej, zachodniej części IV Krainy Mazowiecko-Podlaskiej oraz północnej części VI Krainy Małopolskiej.

## Charakterystyka
Ogólna powierzchnia lasów na terenie RDLP w Łodzi wynosi około 440 tys. ha z czego 298 tys. ha to lasy państwowe, a pozostałe 142 tys. ha to lasy prywatnej własności i komunalnej. Przeważającymi typami siedliskowymi są, bór mieszany świeży (28,8%), bór świeży (22,6%) i las mieszany świeży (24,3%). Dominującym gatunkiem lasotwórczym jest sosna zwyczajna (83%).
Struktura lasów według funkcji przedstawia się następująco:
- 53% -lasy ochronne
- 45,2% -lasy gospodarcze
- 1,8% -lasy rezerwatowe

## Historia
Regionalna Dyrekcja Lasów Państwowych w Łodzi została utworzona w styczniu 1945 roku. Miała wówczas 306 tys. ha powierzchni lasów i liczyła 56 nadleśnictw. W grudniu 1949 roku dyrekcję przekształcono w przedsiębiorstwo budżetowe. W 1956 roku przekształcona została z przedsiębiorstwa w Okręgowy Zarząd Lasów Państwowych w Łodzi. 30 czerwca 1975 roku w wyniku likwidacji 7 z istniejących 17 takich zarządów, OZLP w Łodzi stał się największym z nich obejmując powierzchnię 40 000 km² i licząc 42 nadleśnictwa z łączną powierzchnią leśną 582 tys. ha. 1 stycznia 1984 roku przywrócono podział na 17 zarządów w wyniku czego areał OZLP w Łodzi znowu się skurczył. W całym okresie rosła natomiast lesistość regionu łódzkiego, która w 1945 roku wynosiła tylko 15,2%. W wyniku zalesiań w 1960 roku wzrosła do 16,5%, w 1975 roku wynosiła już 17%, a obecnie wynosi około 21%.

## Podział
Obszar Regionalnej Dyrekcji Lasów Państwowych w Łodzi podzielony jest na 1 zakład usługowo-produkcyjny oraz 19 nadleśnictw podzielonych na 261 leśnictw.
Nadleśnictwa:
| - Bełchatów - Brzeziny - Gostynin - Grotniki - Kolumna - Kutno - Łąck - Opoczno - Piotrków - Płock | - Poddębice - Przedbórz - Radomsko - Radziwiłłów - Skierniewice - Smardzewice - Spała - Wieluń - Złoczew |

Zakład usługowo-produkcyjny:
- LZD Rogów: 
  - Nadleśnictwo Rogów, Arboretum w Rogowie, Centrum Edukacji Przyrodniczo-Leśnej Rogów, Gospodarstwo Rolnicze Puczniew, Ośrodek Hodowli Zwierzyny w Rogowie[5]

## Leśne Kompleksy Promocyjne
Na obszarze RDLP w Łodzi znajdują się dwa Leśne Kompleksy Promocyjne:
- Lasy Spalsko-Rogowskie
- Lasy Gostynińsko-Włocławskie -wspólnie z RDLP w Toruniu

## Ochrona przyrody
Na terenie RDLP w Łodzi znajduje się 9 parków krajobrazowych (22% powierzchni lasów), około 100 rezerwatów przyrody (1,8% powierzchni lasów) oraz 495 pomników przyrody.
Parki Krajobrazowe:
- Bolimowski Park Krajobrazowy
- Brudzeński Park Krajobrazowy
- Gostynińsko-Włocławski Park Krajobrazowy
- Park Krajobrazowy Międzyrzecza Warty i Widawki
- Park Krajobrazowy Wzniesień Łódzkich
- Przedborski Park Krajobrazowy
- Spalski Park Krajobrazowy
- Sulejowski Park Krajobrazowy
- Załęczański Park Krajobrazowy

Rezerwaty:
| - Babsk - Białaczów - Błogie - Brudzeńskie Jary - Brwilno - Bukowa Góra - Bukowiec - Ciosny - Czarna Rózga - Czarny Ług - Dąbrowa Grotnicka - Dąbrowa Łącka - Dąbrowa Świetlista - Dąbrowa w Niżankowicach - Dęby w Meszczach - Diabla Góra - Długosz Królewski w Węglewicach - Dolina Skrwy - Doliska - Drzewce - Gać Spalska - Gaik - Gałków - Grabica - Grądy nad Lindą - Grądy nad Moszczenicą - Góra Chełmo - Hołda - Jabłecznik - Jaksonek - Jamno - Jastrząbek - Jawora - Jaźwiny | - Jeziorsko - Jodły Łaskie - Jodły Oleśnickie - Jodły Sieleckie - Kobiele Wielkie - Komory - Konewka - Kopanicha - Korzeń (nadl. Złoczew) - Korzeń (nadl. Łąck) - Kresy - Kruszewiec - Kwaśna Buczyna - Las Jabłoniowy - Las Łagiewnicki - Lasek Kurowski - Lubaty - Lubiaszów - Lucień - Łaznów - Łąck - Łuszczanowice - Małecz - Meszcze - Mianów - Mokry Las - Molenda - Murawy Dobromierskie - Murowaniec - Napoleonów - Niebieskie Źródła - Nowa Wieś - Osetnica - Ostrowy | - Ostrowy-Bażantarnia - Parowy Janinowskie - Paza - Perna - Piskorzeniec - Polana Siwica - Polesie Konstantynowskie - Popień - Puszcza Mariańska - Półboru - Rawka - Ruda-Chlebacz - Rzepki - Sikórz - Silne Błota - Sługocice - Spała - Starodrzew Lubochniański - Struga Dobieszkowska - Torfowisko Rąbień - Trębaczew - Twarda - Uroczysko Bażantarnia - Węże - Wiączyń - Wielkopole - Winnica - Wojsławice - Wolbórka - Wrząca - Zimna Woda - Zabrzeźnia - Żądłowice - Źródła Borówki |